# Faraban Camara
Faraban Camara est un inspecteur et homme politique guinéen. 
Il a siégé au premier conseil du première gouvernement de la république de Guinée en tant que ministre de l'éducation de la Loi-cadre en 1957 puis ambassadeur itinérant de 1958 en 59. Il était ancien ami du président Ahmed Sékou Touré, il a été contraint de fuir le pays. 